# Spy Hunter (jeu vidéo, 1983)
Pour les articles homonymes, voir Spy Hunter.
Spy Hunter est un jeu vidéo de type combat motorisé développé par la société américaine Bally Midway et commercialisé en 1983 sur borne d'arcade. Il a été adapté sur divers supports familiaux.

## Système de jeu
Dans Spy Hunter, le joueur incarne un agent secret qui pilote une voiture capable de tirer des projectiles. Il est confronté à un grand nombre de véhicules ennemis tels que des voitures avec mitraillettes, des bus équipés de piques sur les jantes ou des hélicoptères avec missiles. Le véhicule peut ramasser sur la route un meilleur équipement comme le dépôt d'huile ou l'écran de fumée. Lors d'une bifurcation, l'engin se transforme en bateau après être passé dans une cabane et poursuit sa mission sur une rivière face à des navires ennemis.

## Musique
Le thème du jeu est une reprise de la musique de Peter Gunn.

## Autres éditions
- 1997 - PlayStation, Windows, dans la compilation Arcade's Greatest Hits: The Midway Collection 2 ;
- 1999 - Game Boy Color, dans la compilation Midway presents Arcade Hits: Spy Hunter / Moon Patrol ;
- 2001 - Dreamcast, dans la compilation Midway's Greatest Arcade Hits: Volume 2 ;
- 2003 - GameCube, PS2, PSP, Windows et Xbox, dans la compilation Midway Arcade Treasures.

## Dans la culture populaire
- En 1984, une borne d'arcade Spy Hunter fait une apparition dans l'épisode de la série télévisée Arabesque (Murder, She Wrote) intitulé Délit de fuite (Hit, Run and Homicide). Jessica Fletcher résout le mystère de l'épisode en jouant à ce nouveau jeu électronique qui vient d'être installé dans l'épicerie de Cabot Clove.